# Баяраагійн Наранбаатар
Баяраагійн Наранбаатар (монг. Баяраагийн Наранбаатар; нар. 11 березня 1980, Улан-Батор) —  монгольський борець вільного стилю, срібний та бронзовий призер чемпіонатів світу, срібний призер чемпіонату Азії, бронзовий призер Кубку світу, учасник трьох Олімпійських ігор. 
Боротьбою займається з 1994 року. 

## Виступи на Олімпіадах
| Змагання                    | Збірна   | Вагова категорія | Місце |
| --------------------------- | -------- | ---------------- | ----- |
| Літні Олімпійські ігри 2004 | Монголія | 55 кг            | 12    |
| Літні Олімпійські ігри 2008 | Монголія | 55 кг            | 16    |
| Літні Олімпійські ігри 2012 | Монголія | 55 кг            | 19    |

## Виступи на Чемпіонатах світу
| Змагання                        | Збірна   | Вагова категорія | Місце  |
| ------------------------------- | -------- | ---------------- | ------ |
| Чемпіонат світу з боротьби 2003 | Монголія | 55кг             | 10     |
| Чемпіонат світу з боротьби 2005 | Монголія | 55 кг            | Бронза |
| Чемпіонат світу з боротьби 2006 | Монголія | 55 кг            | 11     |
| Чемпіонат світу з боротьби 2007 | Монголія | 55 кг            | Срібло |
| Чемпіонат світу з боротьби 2009 | Монголія | 55 кг            | 17     |
| Чемпіонат світу з боротьби 2010 | Монголія | 55 кг            | 5      |
| Чемпіонат світу з боротьби 2011 | Монголія | 55 кг            | 10     |

## Виступи на Чемпіонатах Азії
| Змагання                       | Збірна   | Вагова категорія | Місце  |
| ------------------------------ | -------- | ---------------- | ------ |
| Чемпіонат Азії з боротьби 2004 | Монголія | 55кг             | Срібло |

## Виступи на Азійських іграх
| Змагання           | Збірна   | Вагова категорія | Місце |
| ------------------ | -------- | ---------------- | ----- |
| Азійські ігри 2006 | Монголія | 55 кг            | 5     |

## Виступи на Кубках світу
| Змагання                    | Збірна   | Вагова категорія | Місце  |
| --------------------------- | -------- | ---------------- | ------ |
| Кубок світу з боротьби 2002 | Монголія | 55 кг            | Бронза |

## Виступи на інших змаганнях
| Змагання                                 | Збірна   | Вагова категорія | Місце  |
| ---------------------------------------- | -------- | ---------------- | ------ |
| Літня Універсіада 2005                   | Монголія | 55 кг            | Золото |
| Літня Універсіада 2006                   | Монголія | 55 кг            | Срібло |
| Турнір Дана Колова — Николи Петрова 2007 | Монголія | 55 кг            | 5      |
| Міжнародний меморіал Дейва Шульца 2008   | Монголія | 55 кг            | Золото |
| Гран-прі Німеччини з боротьби 2008       | Монголія | 55 кг            | Золото |
| Турнір Дана Колова — Николи Петрова 2009 | Монголія | 55 кг            | 5      |
| Золотий Гран-прі з боротьби 2009         | Монголія | 55 кг            | 12     |
| Турнір Дана Колова — Николи Петрова 2010 | Монголія | 55 кг            | 10     |
| Золотий Гран-прі з боротьби 2010         | Монголія | 55 кг            | 8      |
| Золотий Гран-прі з боротьби 2012         | Монголія | 55 кг            | Срібло |
| Олімпійський кваліфікаційний турнір 2012 | Монголія | 55 кг            | Золото |